# Ewa Portianko
Ewa Małgorzata Portianko (ur. 7 kwietnia 1967 w Gubinie) – polska koszykarka. Mistrzyni Polski, reprezentantka Polski.

## Kariera sportowa
Była zawodniczką AZS Zielona Góra, w którego barwach debiutowała w II lidze w sezonie 1982/1983. Od 1985 do 1997 występowała w Olimpii Poznań, zdobywając z tą drużyną dwa tytuły mistrzyni Polski (1993, 1994), jeden tytuł wicemistrzowski (1995) oraz sześć brązowych medali mistrzostw Polski (1988-1992 i 1996). W barwach Olimpii wystąpiła także w finale Pucharu Ronchetti w 1993 i turnieju finałowym Pucharu Europy w 1994. W latach 1997–2000 w Ślęzy Wrocław, a w latach 2000-2003 w CCC Polkowice (m.in. wywalczyła awans do ekstraklasy w 2001), po czym zakończyła karierę.
W reprezentacji Polski wystąpiła na mistrzostwach Europy w 1993 (5 miejsce) oraz na mistrzostwach świata w 1994 (13 miejsce).